# Oudegracht 161
De Oudegracht 161 is een monumentaal pand in het centrum van de Nederlandse stad Utrecht.
Het winkelpand is rond 1915 gebouwd naar ontwerp van de architect Jan van der Lip. Zijn ontwerp voor het modemagazijn Gebr. Gerzon wordt omschreven als geïnspireerd op het expressionisme van de Wiener Secession. Het gebouw werd voorzien van een skelet uit gewapend beton; een vroege toepassing van deze nieuwe manier van bouwen. Het pand staat aan drie zijden vrij met steegtoegangen naar de Massegast en de Hekelsteeg. De gevels zijn onder meer voorzien van afgeronde hoeken, pilasters, lisenen en fantasiemotieven. Tussen 1919 en 1922 is het pand verbouwd waarbij het aan de achterzijde is uitgebreid. Tot 1973 was het modemagazijn de gebruiker. In 2001 werd het gebouw aangewezen als rijksmonument.